# موتور مایع
موتور مایع از یک لایه نازک مایع تشکیل شده‌است که جریان الکتریکی از آن عبور کرده و یک میدان الکتریکی خارجی عمود بر آن جریان، بر لایه اعمال می‌شود. اگر میدان خارجی یا ولتاژ الکترولیز تا چند برابر افزایش پیدا کند فیلم مایع شروع به چرخیدن می‌کند.
پژوهشگران با استفاده از این وسیله که در هر دو میدان DC و AC به‌طور کامل کار می‌کند، می‌توانند به‌راحتی با به‌کارگرفتن میدان‌های الکتریکی، گرداب‌هایی را در فیلم نازکی از مایع ایجاد کنند.
این پدیده برای اولین بار در آزمایشگاه دانشگاه شریف مشاهده و ثبت شد. 
برای اطلاعات بیشتر به الکتروفورز مراجعه کنید